# Blanca Padilla
Blanca Padilla (Collado Villalba, 7 gennaio 1995) è una modella spagnola.

## Carriera
Inizia la sua carriera nel febbraio 2014, quando è stata nominata "Modello femminile dell'anno" alla cinquantanovesima edizione della Mercedes-Benz Madrid Fashion Week, per la sua eleganza. Nello stesso anno ha sfilato al Victoria's Secret Fashion Show,  diventando la quarta modella spagnola a farlo dopo Esther Cañadas, Eugenia Silva e Clara Alonso. Ha ripetuto l'esperienza anche nell'edizione del 2017.
Nella sua carriera ha sfilato per brand come Dolce & Gabbana, Givenchy, Reed Krakoff, Ralph Lauren, Roland Mouret, Lacoste, Lanvin, Leonard Paris, Max Mara, Maxime Simoëns, Moncler, Noon by Noor, Elisabetta Franchi, Giorgio Armani, Blumarine, Oscar de la Renta, Elie Saab e molti altri.
Nel 2015 è stata protagonista delle campagne di Dolce&Gabbana e Suiteblanco. Ha anche fatto il suo debutto sulla copertina di Vogue nel numero di febbraio dell'edizione spagnola. Mentre nel febbraio del 2016 appare sulla copertina dell'edizione messicana di Vogue. Nel 2017 viene scelta da Givenchy come nuova testimonial della linea beauty.

## Agenzie
- Next - New York, Milano, Londra, Los Angeles e Parigi
- The Cool Models - Madrid
- Model Management - Amburgo

## Campagne pubblicitarie
- Bulgari Accessories (2020)
- Calzedonia P/E (2017)
- Cartier (2020)
- Carolina Herrera A/I (2015)
- Dolce&Gabbana (2015)
- Furla A/I (2019)
- Givenchy Beauty (2017-2019)
- KIKO Milano (2021)
- Neiman Marcus A/I (2019)
- Suiteblanco (2015)